# Museo naturalistico di Pennabilli

## Sede del museo
Il Museo Naturalistico di Pennabilli e Centro Viste del Parco naturale regionale del Sasso Simone e Simoncello, è sito nel cuore della Val Marecchia ed ospita numerosi diorami contenenti le specie faunistiche più rappresentative del territorio.

## Animali in esposizione
Gli animali, tassidermizzati, sono inseriti in un ambiente ricostruito nel modo più fedele possibile a quello reale. 
Sono osservabili da vicino mammiferi come il capriolo, l'istrice, il cinghiale o la volpe, ma anche rappresentanti dell'avifauna locale come la civetta, il barbagianni, il gufo reale, la poiana, il gheppio, e tanti altri. Tra gli animali in esposizione è anche possibile ammirare un giovane esemplare di Canis lupus ritrovato all'interno dell'area protetta.

## Attività
L'edificio è munito di un'attrezzata aula didattica polivalente, ideale per lo svolgimento di seminari, lezioni, conferenze e laboratori didattici ludico-ricreativi.
È in fase di allestimento una biblioteca di carattere naturalistico finalizzata a consultazioni e ricerche.